# المنشطات في الرياضة

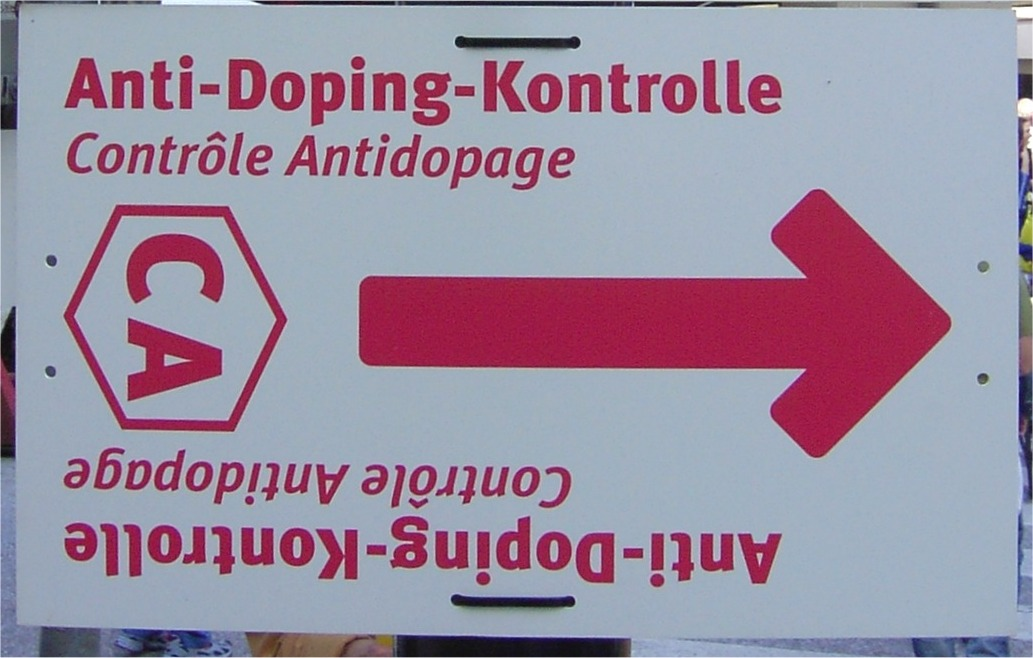

المنشطات في الرياضة تشير المنشطات إلى العقاقير الممنوعة تناولها في الرياضة، تقوم المنظمات الرياضية بالتحقيق مع كل رياضي يتناول المنشطات حيث يخضع للفحص إذا ما كان تناول المنشطات أم لا، ويتم معاقبة الرياضيين الذين يتناولون المنشطات، وتتسبب المنشطات بزيادة نسبة النشاط عند الذي يتناولها مما يسبب زيادة فرصته في النجاح قياساً بباقي الرياضيين وتعتبر هذه العقاقير ضد روح الرياضة، من أشهر الرياضيين الذين تورطوا بتناول المنشطات هي العدائة الأمريكية ماريون جونز والتي تم سحب ميدالياتها الأولمبية بعد أن إعترفت بتناولها للمنشطات وكذلك لاعبة التنس الروسية ماريا شارابوفا.